# Liste der Monuments historiques in Romescamps
Die Liste der Monuments historiques in Romescamps führt die Monuments historiques in der französischen Gemeinde Romescamps auf.

## Liste der Objekte
| Bezeichnung        | Beschreibung                                     | Standort                              | Kennzeichnung | Schutzstatus | Datum | Bild |
| ------------------ | ------------------------------------------------ | ------------------------------------- | ------------- | ------------ | ----- | ---- |
| Lesepult mit Adler | Eichenholz und Eisen, Mitte des 18. Jahrhunderts | in der Kirche St-Jean-Baptiste (Lage) | PM60001370    | Classé       | 1913  |      |
| Taufbecken         | Kalkstein, 14. Jahrhundert                       | in der Kirche St-Jean-Baptiste (Lage) | PM60001369    | Classé       | 1913  |      |